# Cztery drogi ku przebaczeniu
Cztery drogi ku przebaczeniu (tyt. oryg. Four Ways to Forgiveness), zbiór czterech nowel science fiction, autorstwa amerykańskiej pisarki Ursuli K. Le Guin. Wydany w 1995 r. przez wydawnictwo HarperCollins, polskie tłumaczenie Pawła Lipszyca, wydała w 1997 r. oficyna Prószyński i S-ka.
Nowele, należące do podgatunku fantastyki socjologicznej, osadzone są w realiach Ekumeny. Akcja rozgrywa się na sąsiednich planetach Yeowe i Werel, z których jedna niewolniczo wykorzystuje drugą, a wszyscy ludzie podzieleni są na „posiadaczy” i „posiadanych”. Tradycja i wolność pozostają w stanie wojny. Wyraźne są tu odniesienia do niewolnictwa w USA, a teksty przesycone są głębokim humanitaryzmem, bowiem ich bohaterowie usiłują stać się w pełni ludźmi i „trzymać się jednej szlachetnej rzeczy”.
Zbiór został nagrodzony w 1996 Nagrodą Locusa, nagradzano także nowelę Dzień przebaczenia – w 1995 r. nagrodą Theodore’a Sturgeona, nagrodą Locusa oraz Asimov’s Readers Award.

## Spis utworów
- Zdrady
- Dzień przebaczenia
- Człowiek ludu
- Wyzwolenie kobiet